# Правова система Великої Британії
У Сполученому Королівстві наявні три основні правові системи:
- Англійська правова система, що функціонує в Англії та Уельсі
- Правова система Північної Ірландії, яка існує в Північній Ірландії, заснована на принципах загального права
- Шотландська правова система використовується в Шотландії, є плюралістичною системою, заснованою на континентальних принципах, з елементами загального права, що датуються пізнім Середньовіччям.

Незважаючи на те, що Англія й Уельс, Північна Ірландія і Шотландія розійшлися в більш детальних правилах загального права і права справедливості, а також, що певні законодавчі правомочності передані до Північної Ірландії, Шотландії, Уельсу та Лондона, існують основні сфери права, спільні в усьому Сполученому Королівстві.
Сполучене Королівство не має єдиної правової системи, так як вона була створена політичною унією незалежних держав. Стаття 19 Договору про Союз, введена в дію Актом про Унію 1707 р., створила Сполучене Королівство, яке гарантувало подальше існування правової системи Шотландії. У 1800 р. Унія об'єднала Велику Британію та Ірландію в Сполучене Королівство Великої Британії та Ірландії. Це об'єднання не містило еквівалентних положень, але зберігало принцип окремих судів, які будуть функціонувати в Ірландії, частина якої, під назвою Північна Ірландія залишаться частиною Сполученого Королівства.
Верховний Суд Сполученого Королівства є вищою судовою інстанцією для всіх кримінальних і цивільних справ в Англії, Уельсі та Північній Ірландії і для всіх цивільних справ у Шотландії. Він розпочав свою роботу в жовтні 2009 р. Верховний Суд замінив апеляційну комісію Палати лордів. В Англії та Уельсі судову систему очолюють Вищі Суди Англії та Уельсу, що складаються з Апеляційного Суду, Вищого Суду (з розгляду цивільних справ) і Суду Корони (з розгляду кримінальних справ). Суди Північної Ірландії організовані за такою ж схемою. У Шотландії головним є Сесійний Суд, для цивільних справ, і Суд Корони, для кримінальних справ. Суди шерифів мають справу і з цивільними і з кримінальними справами та не мають аналогів за межами Шотландії.
Судовий комітет Таємної Ради є найвищим апеляційним судом для кількох незалежних держав Співдружності, для британських заморських територій та британських коронних володінь. У Сполученому Королівстві також є міграційні суди, юрисдикція яких поширюється на все Королівство: Спеціальна апеляційна імміграційна комісія, Суд у справах імміграції та надання притулку. Юрисдикція Трибуналів по зайнятості та Апеляційних Трибуналів по зайнятості поширюється на всю територію Сполученого Королівства, окрім Північної Ірландії.

## Правові системи, що входять до складу
У Великій Британії: Англії та Уельсі, Північній Ірландії та Шотландії, — є три правові юрисдикції, кожна з яких має власну правову систему, відмінну за історією та походженням.

### Англійська правова система
Англійська правова система (іноді спрощено «англійське право») охоплює правової системи, підтримувані судами Англії та Уельсу, які розглядають цивільні та кримінальні справи. Вона відома як засновник загального права, а саме, його основних принципів. Має власну правову доктрину, відмінну від цивільно — правових юридичних систем з 1189 р. Також для неї характерна відсутність великих кодифікацій права, яке, підлягаючи статуту, розвивається суддями у судах, які застосовують до представлених їм фактів статути, прецеденти та здоровий глузд, формулюючи рішення, які пояснюють відповідні правові принципи, які систематизуються та є обов'язковими у майбутніх подібних справах (stare decisis). У ранній період історії в компетенції суддів було пристосування системи приписів (Writ) для задоволення повсякденних потреб. Судді застосовували суміш прецедентів і здорового глузду для створення внутрішньо узгодженого права (наприклад, торгове право бере початок у ярмаркових судах). По мірі зміцнення позицій Парламенту, відповідно до доктрини поділу влади, законодавство поступово випередило судову законотворчість, тому тепер судді можуть лише оновлювати право в деяких вузьких сферах. У 1276 р. було визнано 1189 р. межею незапам'ятних часів.
Суди Англії й Уельсу очолює Головний Суд Англії та Уельсу, що складається з Апеляційного Суду, Високого Суду Правосуддя (для цивільних справ) і Суду Корони (для кримінальних справ). Верховний суд є останньою інстанцією і для цивільних, і для кримінальних апеляційних справ в Англії, Уельсі та Північній Ірландії, і будь-яке прийняте ним рішення є прикладом для будь-якого іншого суду в цих юрисдикціях, а також часто має переконливий характер і в інших юрисдикціях. При апеляціях суд може скасувати рішення нижчестоящих судів (таких, як суди графства (цивільних) і судів магістратів (кримінальних)). Верховний суд також може скасувати як адміністративні рішення уряду, так і делеговане законодавство. Кінцевим апеляційним органом для всіх кримінальних та цивільних справ в Англії та Уельсі (і Північній Ірландії, для всіх цивільних справ у Шотландії), є Верховний суд Сполученого Королівства, який перебрав на себе цю функцію від Апеляційного комітету Палати лордів (який, як правило, називають просто «Палатою Лордів») в жовтні 2009 р.
Після Акту про Унію в 1707 р. англійське право стало однією з двох правових систем Королівства, і зазнало впливу шотландського права (особливо, в розробці та інтеграції торгового права лордом Менсфілдом (Mansfield) та в період розвитку права щодо недбалості). Шотландський вплив міг зумовити скасування деяких форм позовів у 19 ст. і обширне реформування процесуальних норм у 20ст.

### Правова система Північної Ірландії
Правова система Північної Ірландії належить до англо-саксонської правової сім'ї. У ній функціонує судова система Північної Ірландії з кінцевою апеляційною інстанцією у цивільних та кримінальних справах — Верховним Судом Сполученого Королівства. Право Північної Ірландії схоже з англійським правом, норми загального права були імпортовані в Королівство Ірландії за англійського панування. Тим не менш, збереглися важливі відмінності.
Джерелами права Північної Ірландії є ірландське загальне право і статутне право. Останнє джерело — це чинні статути парламентів Ірландії, Сполученого Королівства, Північної Ірландії, а останнім часом це статути Асамблеї в рамках переданих їх повноважень. Суди Північної Ірландії очолює Суд Правосуддя Північної Ірландії, що складається з Апеляційного суду, Вищого Суду Справедливості та Суду Корони. Нижче розташовані суди графств та суди магістратів.

### Шотландська правова система
Шотландське право є унікальною правовою системою, яка виникла на основі римського права. Засноване на не кодифікованій континентальній традиції, що йде від Corpus Juris Civilis, вона також має елементи традиції загального права, пов'язані з середньовічними джерелами. Таким чином, Шотландія має плюралістичну, або «змішану» правову систему, яку можна порівняти з Південною Африкою, і, меншою мірою, з частково кодифікованими плюралістичними системами Луїзіани і Квебеку. Від часу Акту про Унію 1707 р. вона має спільну законодавчу владу з рештою Сполученого Королівства. Шотландія, з одного боку, Англія та Уельс, з іншого, — кожна з цих країн зберегла принципово різні правові системи, але Унія зумовила англійський вплив на право Шотландії і навпаки. В останні роки право Шотландії зазнало впливу європейського права відповідно до Римського договору та установлень шотландського парламенту, який може видавати закони в межах своїх законодавчих повноважень, передбачених Актом про Шотландію 1998 р.
Головними судами є Сесійний Суд для цивільних справ і Вищий Суд Правосуддя для кримінальних справ (його рішення остаточні). Верховний суд Сполученого Королівства є найвищою апеляційною інстанцією для цивільних справ у шотландській юрисдикції, дозвіл на апеляцію від Сесійного суду, як правило, не потрібен. Суди шерифів мають справу з більшістю цивільних та кримінальних справ, включаючи проведення кримінальних справ за участю присяжних, відоме як шерифський суд повного провадження, або з шерифом, без присяжних, відоме як шерифський суд спрощеного провадження. Суди шерифів є місцевими судовими органами, що налічують 49 таких судів, організованих у 6 округів (шерифств). Шотландська правова система є унікальною в тому, що вона має три різновиди вироків у кримінальному процесі: «винен», «не винен» і «не доведено» («не винен» і «не доведено», — це виправдальні вироки без можливості повторного розгляду).
Секретар Кабінету в питаннях юстиції є членом шотландського уряду, відповідальним за поліцію, суди, кримінальне правосуддям і пенітенціарну службу, яка керує в'язницями Шотландії. Хоча, зареєстрований рівень злочинності 2007/2008 впав до найнижчого за останні 25 років, але в'язниці містять більше 8000 осіб, що б'є рекордні рівні та значно перевищує передбачені потужності.

## Законодавство Сполученого Королівства

### Парламент Сполученого Королівства
Парламент двопалатний, включає в себе верхню палату, що називається Палата лордів, і нижню палату, що називається Палата громад. Палата лордів не обирається, вона включає до свого складу лордів духовних (вище духовенство англіканської церкви) й лордів світських (членів перства). Палата громад, навпаки, — палата, що обирається демократично. Дві палати засідають в окремих приміщеннях Вестмінстерського палацу (широко відомого як «Будинок парламенту») в Лондоні. За конституційною конвенцією всі міністри, включаючи прем'єр-міністра, обираються виключно зі складу парламенту.
Парламент еволюціонував з ранньосередньовічної ради, яка консультувала правителів Англії та Шотландії. У теорії влада належить не парламенту, а «Королеві-в-Парламенті» (або «Королю-в-Парламенті»). Королева в парламенті, згідно з вченнями про парламентський суверенітет, повністю суверенна з повноваженнями створювати чи скасовувати будь-які закони, окрім тих, які зобов'язують її.
У наш час реальна влада належить Палаті громад, тоді як суверен діє суто як номінальний голова держави, а повноваження Палати лордів суттєво обмежені.

### Асамблея Північної Ірландії
Асамблеї Північної Ірландії (ірл. Tionól Thuaisceart Éireann, Ulster Scots: Norlin Airlann Semmlie) передані законодавчі повноваження Північної Ірландії. Вона має право видавати нормативні акти у широкій сфері, яка прямо не закріплена за парламентом Сполученого Королівства, і призначати виконавчу гілку влади Північної Ірландії. Асамблея засідає в будівлі парламенту в Стормоні у Белфасті.
Остання Асамблея була створена за Угодою Страсної п'ятниці 1998 р., домовленості, яка спрямована покласти край 30-річному етнічно-політичному конфлікту («The Troubles») у Північній Ірландії. Вона заснована на принципах поділу влади за методом Д'ондта, що має на меті забезпечення участі в управлінні регіоном найбільших політичних спільнот Північної Ірландії — юніоністів та націоналістів. Асамблея є однопалатним, демократично обраним органом у складі 108 членів, відомих як члени Законодавчої Асамблеї. Члени вибираються відповідно до голосування за пропорційною системою в формі системи єдиного перехідного голосу.

### Шотландський парламент
Шотландський парламент (шотл. гел. Pàrlamaid na h-Alba; Scots: Scots Pairlament) розташований в районі Холіруд столиці Единбурга. Парламент, який неофіційно називають «Холіруд» є демократично обраним органом, що складається з 129 членів, які називаються членами шотландського парламенту. Члени вибираються на 4 річний термін за змішаною системою у формі системи т. зв. додаткового членства (Additional Member System).
В результаті 73 парламентарі представляють індивідуальні виборчі округи та обираються більшістю голосів (відносною/простою більшістю), а решта 56 приходять з 8 округів «додаткового членства», кожен з яких обирає 7 парламентарів. Початково Парламент Шотландії (або «Estates of Scotland») був національним законодавчим органом незалежного Королівства Шотландії, та існував з початку 13 ст. до об'єднання з Королівством Англії за Актом про Унію 1707 р.. Як наслідок, парламент Шотландії об'єднався з парламентом Англії, сформувавши парламент Великої Британії, який засідав у лондонському Вестмінстері.

### Парламент Уельсу
Парламент Уельсу (валл. Senedd Cymru) розташований у Кардіффі, в Будівлі Сенедду. У його функції входить представляти Уельс та його народ, приймати закони (законодавчими повноваженнями Парламент Уельсу наділили на референдумі 2011 року), погоджувати податки Уельсу та здійснювати парламентський контроль над Урядом Уельсу. Є демократично обраним органом, члени Парламенту обираються на 5-річний строк за змішаною системою у формі системи т. зв. додаткового членства (Additional Member System). Парламент Уельсу складається з 60 членів, з яких 40 членів Парламенту представляють індивідуальні географічні виборчі округи та обираються більшістю голосів (відносною/простою більшістю), а решта 20 — у 5 округах, кожен з яких обирає 4 членів. У 1999-2020 р. працював під назвою Національна Асамблея Уельсу (валл. Cynulliad Cenedlaethol Cymru), що була вперше обрана в 1999 р.